# Cyclopina kiraensis
Cyclopina kiraensis is een eenoogkreeftjessoort uit de familie van de Cyclopinidae. De wetenschappelijke naam van de soort is voor het eerst geldig gepubliceerd in 1984 door Hiromi.